# Lautém
Lautém – miasto w Timorze Wschodnim w dystrykcie Lautém; 3 100 mieszkańców (2006). Przemysł spożywczy.